# Deutscher Geschichtsforschender Verein des Kantons Freiburg
Der Deutsche Geschichtsforschende Verein des Kantons Freiburg (DGVF) wurde im Jahr 1893 gegründet. Zweck des Vereins sind die Erforschung der freiburgischen und allgemeinen Geschichte, die Vertiefung und Verbreitung der historischen Bildung sowie die Erhaltung der historischen Werte im Kanton Freiburg. Darüber hinaus veröffentlicht der Verein die „Freiburger Geschichtsblätter“ und beteiligt sich an der Herausgabe anderer historischer Werke. Zu seinen weiteren Tätigkeiten gehört die Organisation von öffentlichen Vorträgen, Führungen und Exkursionen.

## Gründung
Am 25. Juli 1893 rief Dekan Josef Tschopp in der „Freiburger Zeitung“ zur Gründung eines deutschsprachigen Geschichtsvereins im Kanton Freiburg auf: „Über ein halbes Jahrhundert haben die Deutschen geschlafen. Wäre es nicht an der Zeit, dass wir aufwachen, unsere bescheidenen Kräfte mobil machen würden zur Gründung einer deutschen historischen Gesellschaft?“ Am 16. November desselben Jahrs wurde in der Brasserie Peier in Freiburg die Gründungsversammlung des Deutschen Geschichtsforschenden (ab 1897: Geschichtsforschenden) Vereins des Kantons Freiburg abgehalten. Erster Präsident des Vereins war Albert Büchi (1864–1930), Professor für Schweizer Geschichte und Allgemeine Geschichte des Altertums an der Universität Freiburg.

## Freiburger Geschichtsblätter
Die «Freiburger Geschichtsblätter» (ISSN 0259-3955) sind die jährlich erscheinende Publikation des Deutschen Geschichtsforschenden Vereins des Kantons Freiburg. Sie werden seit 1894 veröffentlicht und als Jahresgabe an die Vereinsmitglieder abgegeben.

## Förderpreis für historische Arbeiten an Freiburger Kollegien
Der Deutsche Geschichtsforschende Verein des Kantons Freiburg zeichnet jedes Jahr die beste Maturitätsarbeit im Bereich der Geschichte mit einem Preis aus. Die Arbeit wird aufgrund der Vorschläge der Geschichtslehrer der drei stadtfreiburgischen Gymnasien St. Michael, Hl. Kreuz und Gambach von einem Ausschuss des Vorstands des Geschichtsvereins ausgewählt und ausgezeichnet. Mit dem Preis möchte der Deutsche Geschichtsforschende Verein das Interesse an der Geschichte unter den Gymnasiasten und zukünftigen Historikern fördern.